# Ørestad Sogn
Ørestad Sogn er et sogn i Amagerbro Provsti (Københavns Stift). Sognet ligger i Københavns Kommune. I Ørestad Sogn ligger Kirken i Ørestad.
Fra 2016 er Ørestad city og Ørestad syd blevet en del af Islands Brygge sogn. Indbyggertallet er derfor steget fra 10-15.000 til 23.000.
Derfor blev Ørestad Sogn 1. december 2024 Udskilt fra Islands Brygges Sogn